# Algathia insulindica
Algathia insulindica är en stekelart som först beskrevs av Heinrich 1934.  Algathia insulindica ingår i släktet Algathia och familjen brokparasitsteklar. Inga underarter finns listade i Catalogue of Life.